# Embelia pullenii
Embelia pullenii är en viveväxtart som beskrevs av Herman Otto Sleumer. Embelia pullenii ingår i släktet Embelia och familjen viveväxter. Inga underarter finns listade i Catalogue of Life.